# Diga di Khashm El Girba
La diga di Khashm El Girba è uno sbarramento posto a circa 4 km a sud della città di Khashm El Girba in Soudan, sul fiume Atbara.
Lo scopo principale per cui venne costruita era di permettere l'irrigazione delle riarse terre vicine. La diga possiede una piccola centrale idroelettrica, che è stata ingrandita negli anni 2002-04. La potenza attuale è di 10 MW.